# Korytárky
Korytárky é um município da Eslováquia, situado no distrito de Detva, na região de Banská Bystrica. Tem 9,04 km² de área e sua população em 2018 foi estimada em 961 habitantes.

## Demografia
| Ano:        | 1994 | 2004   | 2014   | 2024   |
| ----------- | ---- | ------ | ------ | ------ |
| Broj ljudi: | 1043 | 1011   | 961    | 941    |
| Razlika:    |      | -3,06% | -4,94% | -2,08% |

| Ano:               | 2023 | 2024   |
| ------------------ | ---- | ------ |
| Número de pessoas: | 936  | 941    |
| Diferença:         |      | +0,53% |